# 金·庫尼阿萬
金·庫尼阿萬（英語：Kim Jeffrey Kurniawan，1990年3月23日—）是一名在德國出生的印尼足球運動員，目前效力於印尼聯賽的萬隆爪哇，位置中場。

## 生平
庫尼阿萬誕生於西德米尔阿克，由他的德裔母親烏詩（Uschi）和印度尼西亞華人父親彼得·庫尼阿萬（Petrus Kurniawan）所生，在家裡三兄弟中排行第二，祖父郭豐新（Kwee Hong Sing）也是足球員，曾於1950年代效力於佩斯查和印尼國家隊。2010年，經過印尼足球協會的邀請後，他決定取得印尼國籍，並從德國飛往印尼，和伊爾凡·巴赫丁、亞歷山德羅·塔布科（Alessandro Trabucco）等球員參加兩場慈善賽事。同年12月，他正式獲得印尼國籍，成為繼2010年11月的克里斯蒂安·岡薩雷斯後第二位歸化印尼的足球員。

## 生涯

### 萬隆爪哇
2014年，他加入了萬隆爪哇。同年9月10日，他與球隊的合約延長至2016年。

## 國家隊生涯
2015年3月30日，庫尼阿萬在印尼面對緬甸的友誼賽上替補上陣，完成國家隊首次出場。

## 榮譽

### 俱樂部榮譽
宇宙電力PLN
- 印尼室內五人制足球聯賽（英语：Indonesian Futsal League）：2013

## 演出
他曾演出過兩部電影。

### 電影
- Tendangan dari Langit (2011)
- Aku Cinta Kamu  (2014)

## 外部連結
- 官方网站